# Jacob Philip Wingerter
Jacob Philip Wingerter (Baviera, 1833 — Cabo Verde, Minas Gerais, 11 de março de 1916) foi um evangelizador cristão e presbítero alemão radicado no Brasil.

## Migração para os Estados Unidos
Nasceu às margens do Rio Reno, na Baviera, numa época em que a Alemanha passava por forte crise econômica. Sabe-se que entre os anos 1820 a 1890 os alemães totalizaram 30% dos imigrantes dos Estados Unidos da América. Por volta de 1854, aos 21 anos, Jacob também emigrou para os EUA.
Inicialmente, radicou-se em Illinois, onde ingressou na Igreja Metodista. Poucos anos depois, seguiu para Nova Orleans (Luisiana) em busca de trabalho, já atuando como evangelista na distribuição de folhetos aos domingos e eventualmente durante a semana. Após casar-se e com dois filhos, mudou-se para o Texas, mas seus familiares foram mortos por uma intoxicação acidental.
O grave conflito político, social e econômico que levou os Estados Unidos à Guerra de Secessão (1861-1865) sete anos após a sua chegada ao país atingiu a todos. Jacob passou a trabalhar como telegrafista, alistando-se na 28ª. Cavalaria do Texas do exército confederado. Finda a guerra, residindo num estado derrotado no campo de batalha, não possuía qualquer bem, nem emprego.
A situação no sul era crítica porque o exército vitorioso não se conteve apenas em derrotar os rebeldes sulistas, passando a destruir e saquear suas cidades, casas e  famílias .
Jacob decidiu emigrar para o Brasil em janeiro de 1867 com um grupo de colonos liderado pelos ex-oficiais Frank McMullen e William  Bowen. Das 154 pessoas que compunham esse grupo , muitas eram veteranos confederados e a maioria viajava com suas famílias. Jacob trouxe consigo sua segunda esposa, Susan Harvey, com quem se casou no Condado de Grimes, Texas, em 04 de julho de 1865, e sua filha Amy.

## Migração para o Brasil
Os membros da colônia partiram do porto de Galveston, no Texas, a bordo do velho navio britânico “Derby”. Esses sulistas deixaram os EUA por muitas razões – fugir da violência pós-guerra, escapar da pobreza, obter terras férteis em um país com algumas semelhanças culturais. Havia também o forte estímulo do governo brasileiro, com empenho do próprio Imperador D. Pedro II em trazer imigrantes para o país  Antes da viagem, McMullen e Bowen estiveram no Brasil e obtiveram do Império terras para a Colônia em São Paulo. 
A velha embarcação "Derby", entretanto, naufragou próximo à ilha de Cuba, sendo os migrantes resgatados e levados para Nova York, enfrentando forte tormenta que os fizeram aportar inicialmente na Virgínia. Após chegarem em Nova York, conseguiram embarcar no "North America" rumo  ao Brasil. Em maio de 1867, chegaram ao Rio de Janeiro  e após cinco dias seguiram no "Marion" para Santos - São Paulo. Nesta cidade, Wingerter e o pastor Ratcliff se desligaram e partiram para Santa Bárbara d'Oeste enquanto os demais foram para Iguape - São Paulo . 
A esposa de Jacob, Susan, morreu poucos meses após dar à luz a seu filho Carlos. Algum tempo depois, com dois filhos pequenos, quando já residia em Santa Bárbara d'Oeste, Wingerter casou-se, pela terceira vez, com Anna Luisa Büchner, de uma família de imigrantes. Mudam-se em seguida para Campinas (SP) .

## O Evangelizador
Ao chegar ao Brasil, Jacob dedicou-se à ação evangelista e, em 1870, o médico e reverendo Edward Lane, co-fundador da primeira Igreja Presbiteriana do Brasil, o convida para trabalhar na evangelização dos colonos de origem alemã residentes no interior de São Paulo. Wingerter passou a integrar a “Missão de Nashville”, organizada no Brasil por Nash Morton e Edward Lane para evangelizar os cristãos sulistas norte-americanos que vieram para a região de Campinas, além de buscar a conversão de brasileiros. 
Jacob mudou-se para Mogi Mirim (São Paulo) e quando a igreja local foi organizada torna-se um dos seus primeiros presbíteros. 
Na “Missão de Nashville” atuava como colportor, ou seja, distribuía e vendia folhetos religiosos e exemplares da Bíblia. De acordo com uma carta escrita pela esposa de Edward Lane, Sra. Sarah Lane, Wingerter deixava cópias de Bíblias em aldeias ou bairros e voltava seis meses ou um ano depois, quando vendia dezenas de cópias.  Para ela, em carta escrita em maio de 1877 às crianças das escolas dominicais de Baltimore (EUA) para agradecer uma quantia em dinheiro que arrecadaram para a compra de uma carroça para o colportor, Jacob era "humilde, paciente, sério, abnegado, laborioso, incansável, feliz e sempre disposto a seguir a qualquer lugar ou fazer qualquer coisa que o trabalho de divulgação do Evangelho exigisse" .
O Reverendo Edward Lane em "A History of the West Brazil Mission", referindo-se a Jacob, diz que "um piedoso alemão que emigrou do Texas há sete anos e que foi um dos náufragos de Cuba, afinal veio parar em S. Paulo. Encontra-mo-lo em uma das suas viagens e o contratamos para o serviço. Ele está disposto a fazê-lo, arrostando toda a sorte de perigos. Por muitos meses tem-se empenhado em distribuir a palavra de Deus em várias línguas: português, inglês e alemão. Ele fala essas línguas suficientemente bem para prestar importante serviço, orando com aqueles que o permitem e lendo para os que não podem ler e assim vai na vanguarda dos mensageiros da cruz".
Jacob foi pouco a pouco desempenhando um papel de destaque no apoio aos principais líderes da expansão da Igreja Presbiteriana no Brasil e era muito procurado pelos missionários em razão da sua habilidade em lidar com as pessoas, sendo muito bem sucedido no seu trabalho. Trabalhou no interior de São Paulo, Minas Gerais, Goiás e Mato Grosso. Acompanhou em viagens evangelísticas diversos pastores, tais como os Reverendos John W. Dabney, Delfino Teixeira e Miguel Torres. Em agosto de 1879, acompanhou o Reverendo Dabney em uma viagem à cidade de Cabo Verde (Minas Gerais) e o seu distrito de São Bartolomeu de Minas . Nos seus últimos anos de vida, Jacob retornaria à Cabo Verde com sua família e ali nasceriam seus filhos mais novos.
Em 1879, o Reverendo John Boyle, que chegara ao Brasil seis anos antes, fixando-se inicialmente em Recife (PE), mudou-se para Mogi Mirim, onde já estava Jacob . Este continuava seu intenso trabalho de colportagem e pregava o evangelho cristão em cidades como Casa Branca (São Paulo), Mococa (SP), Ribeirão Preto - SP, Batatais - SP, Franca - SP, Santa Rita (atual Santa Rita do Passa Quatro – SP), Uberaba - MG, Passos- MG, Santa Rita de Cássia (Cássia – MG), Divisa Velha (atual Campos Gerais – MG), Ventania (atual Alpinópolis - MG) e São Simão (Goiás). Trazendo de volta a Mogi notícias entusiásticas sobre as oportunidades de evangelização existentes na região do Brasil Central, Jacob incentivou o Reverendo Boyle a fazer o mesmo percurso em 1881 e 1882, missão fundamental para expansão da igreja.

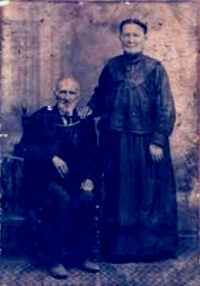
Anna e Jacob Wingerter

Em 1883, Wingerter foi até Paracatu, no noroeste de Minas, e novamente forneceu um relatório animador sobre a receptividade à fé cristã evangélica. No ano seguinte, ele e Boyle pregaram em Cabo Verde (Minas Gerais), Bagagem (atual Estrela do Sul, Minas Gerais), Araguari (Minas Gerais), Paracatu (Minas Gerais), Formosa (Goiás) e Santa Luzia de Goiás (atual Luziânia). Em 1887, Boyle foi residir em Bagagem, no Triângulo Mineiro, passando a dedicar-se à expansão da Igreja Presbiteriana na região e no estado de Goiás.  John Boyle morreu repentinamente e ainda jovem em 1892, mesmo ano em que a Igreja Presbiteriana no Brasil também perdeu o Edward Lane.  .
Alderi Souza de Matos relata que nos seus últimos anos, Jacob Philip Wingerter trabalhou para a Sociedade Bíblica Americana. Há referências de que teria também trabalhado para a Sociedade Bíblica Britânica.
Os colportores eram desbravadores de terrenos árduos, onde depois os missionários colhiam os frutos. Sofriam perseguições e afrontas, mas sempre pacientemente semeavam a fé cristã , Todavia, entre os da fé cristã, Jacob era muito respeitado - o jornal "O Puritano", à página 3 da edição de 8/11/1900, refere a presença na capital federal de Wingerter, chamando-o de "velho colportor", um dos "heróis da propaganda evangélica no Brasil". 
No início do século XX, Jacob, sua esposa e os filhos menores mudam-se para Cabo Verde (MG), onde permanece até sua morte em 1916.

## Descendentes
Jacob Philipp Wingerter teve muitos filhos. Do seu casamento com Susan deixou Amy e Carlos (nascido em Iguape, em 1868 ou 1869). Do seu casamento com Anna Büchner Wingerter, deixou João William, nascido em 1871 ou 1872; Jonas; Carlota, nascida em Mogi Mirim, em 1889; Luis Bruno, nascido em Mogi Mirim em 15 de setembro de 1891; Laura, nascida em Mogi Mirim em 22 de janeiro de 1894; Felippe, nascido em Cabo Verde, em 1907 ou 1908; Lídia; Paulina, Guilhermina. e Amália .
Grande parte da sua descendência deu continuidade à sua fé cristã, geralmente vinculada às denominações Presbiteriana, Batista ou Assembleia de Deus. 
O nome de família entre seus descendentes foi alterado com o passar dos anos, sendo encontradas, além da versão original - Wingerter, as variações Wingester, Wingeter, Wingerther, Wingter, Wingesther, Weigester, Wingt e Wengerter. Há outras famílias Wingerter no Brasil, especialmente no Nordeste e em São Paulo, inclusive descendentes de outro Jacob Wingerter que veio para o Brasil no século XX. O próprio Jacob em muitos textos tem seu nome modificado para Jacó Felipe, Jacob Fellipe ou apenas Fellipe.